# Флоризин
Флоризин — глюкозид из флоретина, дигидрохалкон. Внешне представляет собой твердое белое вещество, зачастую имеет желтоватый оттенок из-за наличия примесей. Имеет сладкий вкус и содержит четыре молекулы воды в кристалле. Разлагается при температуре выше 200 °C. Плохо растворяется в эфире и холодной воде, но хорошо растворяется в этаноле и горячей воде. При длительном воздействии водных растворов флоризин гидролизуется до флоретина и глюкозы.

## Нахождение
Флоризин встречается в основном в незрелом яблоке (Malus), коре корня яблока, и следовые количества были обнаружены в клубнике. В яблоке его больше всего содержится в вегетативных тканях (таких как листья и кора) и семенах. Близкородственные виды, такие как груша (Pyrus communis), вишня и другие фруктовые деревья семейства розоцветных, не содержат флоризин. Флоризин - это фитохимическое вещество, относящееся к классу полифенолов. В природных источниках он может встречаться с другими полифенолами, такими как кверцетин, катехин, эпикатехин, процианидины и рутин.

## Фармакологическое действие
Флоризин является ингибитором НГЛТ-1 и НГЛТ-2, поскольку препятствует связыванию D-глюкозы, что приводит к снижению транспорта глюкозы в канальцах почек и соответственно к снижению глюкозы в крови. Флоризин изучался в качестве потенциального лекарственного средства для лечения диабета 2 типа, но его заменили на более специфичные и более многообещающие синтетические аналоги, такие как эмпаглифлозин, канаглифлозин и дапаглифлозин. Флоризин не является эффективным лекарством, поскольку при пероральном приеме гидролитические ферменты тонкой кишки почти полностью превращает его во флоретин.